# Montserrat Moreno i Marimón
Montserrat Moreno i Marimón (Barcelona, 7 de maig de 1937) és doctora en psicologia, catedràtica emèrita del Departament de Psicologia Bàsica de la Universitat de Barcelona i pedagoga. Va ser pionera en els anys 80 en la denúncia de l'escola com a espai de construcció de la desigualtat de gènere amb el seu llibre "Com ensenyar a ser nena: el sexisme a l'escola" (Icària 1986). Des de llavors ha continuat investigant al costat de la també psicòloga Genoveva Sastre l'aprenentatge de la resolució de conflictes i les relacions entre els aspectes cognitius i emocionals des d'una perspectiva de gènere publicant "Como construimos universos. Amor, cooperación y conflicto". (Gedisa 2010) i "Amor y política. La imprescindible sensibilidad de la política" (Icària 2015).

## Trajectòria
Es va llicenciar en pedagogia a la Universitat de Barcelona i en Psicologia a la Universitat de París.
Al seu retorn a Espanya es va doctorar en Psicologia a la Universitat de Barcelona on es va incorporar com a professora.
Va ser creadora, juntament amb Genoveva Sastre, de el Institut Municipal de Recerca en Psicologia Aplicada a l'Educació (IMIPAE) de l'Ajuntament de Barcelona, en el qual va ocupar el càrrec de Directora de Recerques.
És fundadora i directora del Seminari Interdisciplinari d'Estudis de Gènere de la Facultat de Psicologia de la Universitat de Barcelona i membre de la Comissió Permanent del IIEDG (Institut Universitari d'Estudis de la Dona i Gènere) on forma part de la Comissió d'Activitats.
És investigadora del grup "Cognició, afectivitat i gènere" de la Universitat Autònoma de Barcelona.
Ha investigat i dirigit projectes sobre desenvolupament cognitiu, construcció del pensament científic, lògic i matemàtic, teoria del coneixement, estudis comparats de diferents cultures, desenvolupament emocional, violència contra la dona i resolució de conflictes.

### Com s'ensenya a ser nena

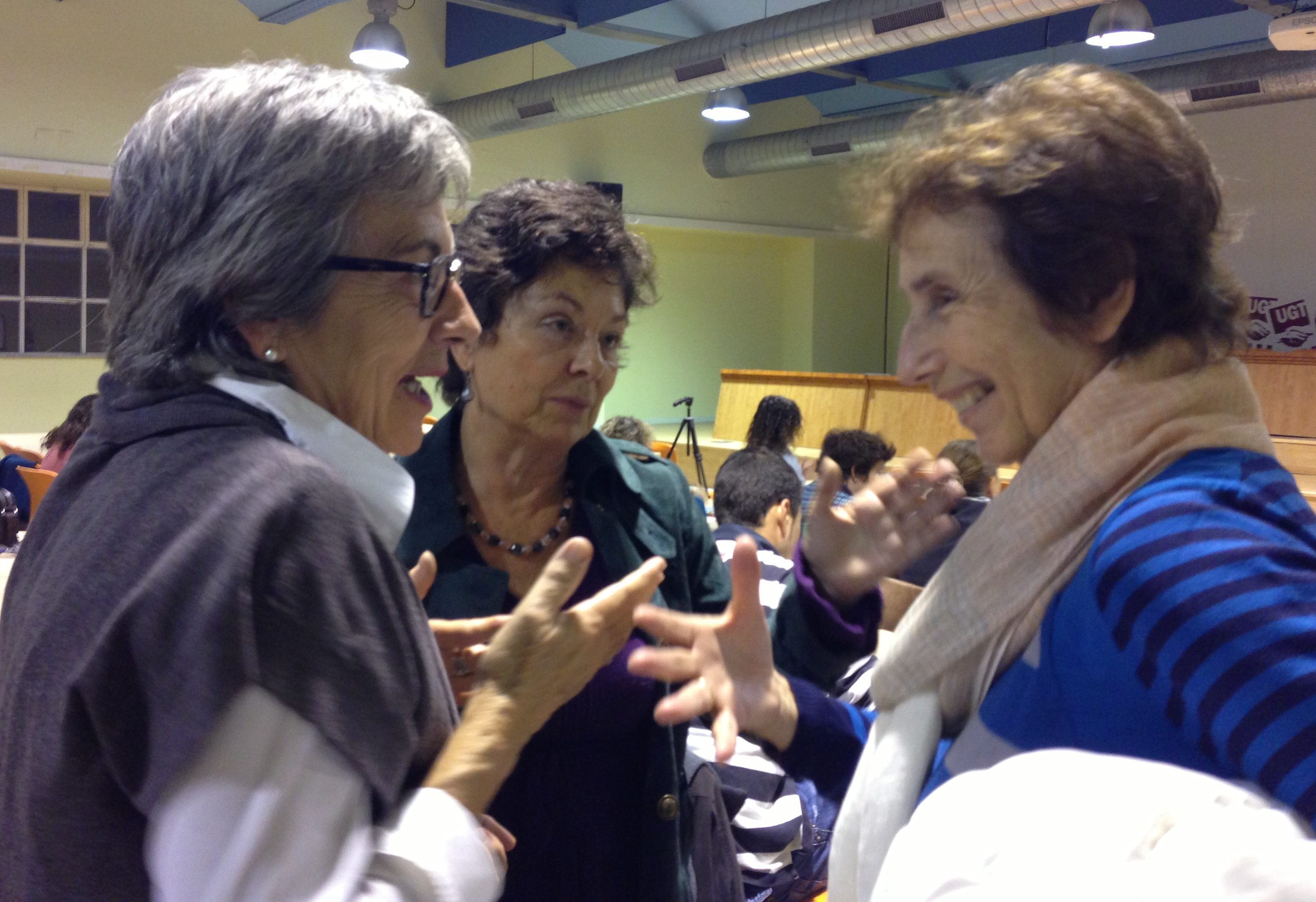
Montserrat Moreno amb Amparo Tomé i Marina Subirats a les Jornades d'Educació i Igualtat UGT Catalunya Barcelona 2012

Montserrat Moreno va ser pionera en els anys 80 en l'anàlisi i denúncia de la discriminació de les nenes a través de l'ensenyament plantejant que malgrat que el contingut de la formació sigui el mateix per a nois i noies, el androcentrismo dels ensenyaments que es transmeten marquen pautes diferencials de comportament en funció del sexe perpetuant la desigualtat. Per això assenyala:
| « | De la mateixa manera que no es concedeix permís per publicar un llibre de text que contingui mancades d'ortografia, ni que sustenti idees anticonstitucionals o constitueixi una ofensa per a grups o persones no han de tolerar-se textos que menyspreïn implícita o explícitament a la dona, ni llibres d'història que la ignorin, ja que aquest fet produeix a les nenes un sentiment col·lectiu d'inferioritat que les situa en considerable desavantatge enfront de l'home, i les aboca cap a la idea que les accions de les dones tenen tan poc valor, que no poden influir en la marxa de la Història. | » |
| — Montserrat Moreno i Marimón, Cómo se enseña a ser niña: el sexismo en la escuela (1986) Icaria p.68 | |   |

També denuncia els efectes del llenguatge en els primers anys d'escola quan les nenes han d'aprendre a expressar-se i reconèixer-se en el masculí "que hem vist sempre així i això fa que ens sembli el "natural" i d'aquí passem a considerar-ho com a universal i etern".
| « | La balança de l'equitat lingüística es desequilibra escandalosament al moment en què, per raons d'economia, cal utilitzar una fórmula comuna parar referir-se a individus de tots dos sexes. La nena petita veu llavors esvair-se en el mirall del llenguatge, la imatge recentment adquirida de la seva identitat sexolingüística que ha de disfressar sota uns noms amb els quals no se sent concernida. I és a l'escola en què, per raons del nombre, la individualitat es desdibuixa dins del col·lectiu d'alumnes, on se li reforçarà fins a la sacietat la idea que l'idioma no li pertany. | » |
| — Montserrat Moreno i Marimón, Cómo se enseña a ser niña: el sexismo en la escuela (1986) Icaria p.30 | |   |

### Amor i conflictes, cooperació front a competició

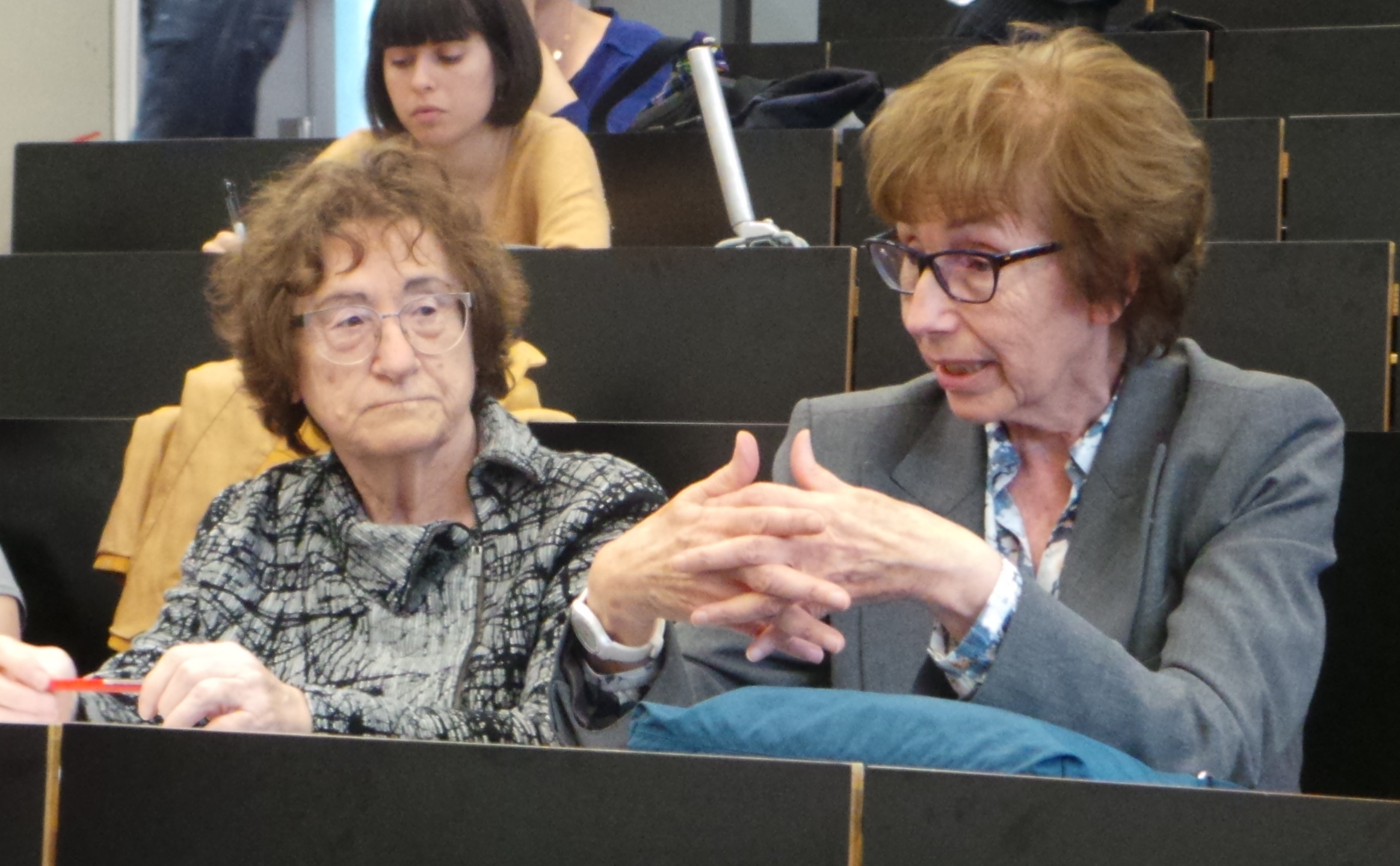
Montserrat Moreno i Genoveva Sastre a l'espai Viquidones UPF 2016

Montserrat Moreno i Genoveva Sastre desenvolupen en els seus treballs la tesi que els estudis de biologia, i particularment els de Lynn Margulis, han mostrat que en el procés evolutiu, començat pels primitius bacteris procariotes, hi ha més cooperació que competència. Que, de fet, el gran motor de l'evolució no és la competició, sinó la cooperació.
Consideren que l'amor és una propietat de la vida que pren formes diverses en funció de les diferents escales en les quals es manifesta: biològica, històrica, cultural, grupal i individual. Aconseguir l'origen ocult de l'amor requereix, en primer lloc, transcendir el sentit general d'aquesta paraula i seguir el camí de tornada als orígens, on es troba el secret origen de la quotidianitat amorosa. Els sentiments gregaris, el suport mutu i la cooperació, són el regal més valuós que ens han transmès, a través de milions d'anys de vida, les espècies que ens van precedir.
Construïm mentalment cada relació amorosa seguint les mateixes pautes que guien la nostra construcció del que anomenem “realitat” i recolzem la nostra conducta en aquestes construccions mentals. L'amor, com a sentiment aïllat, no existeix. Com a part integrant de la nostra vida, forma part d'un entramat sentimental que li confereix significats diversos. En els conflictes amorosos anem canviant el significat que donem a les nostres emocions en funció dels canvis que tenen lloc en la relació.

## Publicacions
Llibres
- Descubrimiento y construcción de conocimientos (1980) Montserrat Moreno y Genoveva Sastre. Ed. Gedisa. ISBN 9788474321050
- Aprendizaje y desarrollo intelectual (1980) (2009) Montserrat Moreno y Genoveva Sastre. Ed. Gedisa ISBN 9788474320923
- Cómo se enseña a ser niña: el sexismo en la escuela (1986) (2000) Montserrat Moreno. Ed. Icaria  84-7426-126-0
- Del silencio a la palabra: coeducación y reforma educativa (1992) Instituto de la Mujer. ISBN 84-7799-068-9
- Conocimiento y cambio: los modelos organizadores en la construcción del conocimiento (1998) Paidós ISBN 8449305578
- Cómo construimos universos: amor, coorperación y conflictos (2010) Montserrat Moreno y Genoveva Sastre. Ed. Gedisa ISBN 9788497845489
- Amor y política. La imprescindible sensibilidad de la política (2015) Montserrat Moreno y Genoveva Sastre Editorial Icaria. Prólogo de Itziar González ISBN 9788498886696

Col·laboracions en obres col·lectives (selecció)
- La educación inexistente. Monserrat Moreno Marimón. Seminario "Balance y Perspectivas de los Estudios de las Mujeres y del Género", 2003, págs. 96-100
- Androeentrism and Violence Monserrat Moreno Marimón, Genoveva Sastre Vilarrasa. New Women of Spain: Social-Political and Philosophical Studies of Feminist Thought / Elisabeth M. de Sotelo (ed. lit.), 2005,  3825861996, págs. 183-199
- Enamoramiento y violencia contra las mujeres. Monserrat Moreno Marimón, Alba González, Marc Ros. En Los feminismos como herramientas de cambio social / coord. por Esperanza Bosch Fiol, Victoria Aurora Ferrer Pérez, Capilla Navarro Guzmán, Vol. 2, 2007 (De la violencia contra las mujeres a la construcción del pensamiento feminista), 978-84-8384-000-9, págs. 21-34
- Cómo aprender a amar en la escuela. (2012) Maria Dolors Renau i Manén (ed.), Marina Subirats i Martori, Sara Berbel Sánchez, Juanjo Compairé García, Óscar Strada Bello, Monserrat Moreno Marimón, Genoveva Sastre Vilarasa,Rosa Ros i Rahola, Jorge Barudy Labrín, Luz Martínez Ten y Amparo Tomé González. Ed. La Catarata ISBN 978-84-8319-732-5